# Lanthenans
Lanthenans est une commune française située dans le département du Doubs, la région culturelle et historique de Franche-Comté et la région administrative Bourgogne-Franche-Comté.

## Géographie

### Climat
Pour des articles plus généraux, voir Climat de la Bourgogne-Franche-Comté et Climat du Doubs.
En 2010, le climat de la commune est de type climat de montagne, selon une étude du Centre national de la recherche scientifique s'appuyant sur une série de données couvrant la période 1971-2000. En 2020, Météo-France publie une typologie des climats de la France métropolitaine dans laquelle la commune est exposée à un climat semi-continental et est dans la région climatique  Jura, caractérisée par une forte pluviométrie en toutes saisons (1 000 à 1 500 mm/an), des hivers rigoureux et un ensoleillement médiocre. 
Pour la période 1971-2000, la température annuelle moyenne est de 9,4 °C, avec une amplitude thermique annuelle de 17,1 °C. Le cumul annuel moyen de précipitations est de 1 343 mm, avec 13,1 jours de précipitations en janvier et 11,1 jours en juillet. Pour la période 1991-2020, la température moyenne annuelle observée sur la station météorologique de Météo-France la plus proche, « Medière », sur la commune de Médière à 7 km à vol d'oiseau, est de 11,5 °C et le cumul annuel moyen de précipitations est de 1 105,2 mm. 
La température maximale relevée sur cette station est de 40,2 °C, atteinte le 24 juillet 2019 ; la température minimale est de −17 °C, atteinte le 5 février 2012,,. 
Les paramètres climatiques de la commune ont été estimés pour le milieu du siècle (2041-2070) selon différents scénarios d'émission de gaz à effet de serre à partir des nouvelles projections climatiques de référence DRIAS-2020. Ils sont consultables sur un site dédié publié par Météo-France en novembre 2022.

## Urbanisme

### Typologie
Au 1er janvier 2024, Lanthenans est catégorisée commune rurale à habitat dispersé, selon la nouvelle grille communale de densité à 7 niveaux définie par l'Insee en 2022.
Elle est située hors unité urbaine. Par ailleurs la commune fait partie de l'aire d'attraction de Montbéliard, dont elle est une commune de la couronne,. Cette aire, qui regroupe 137 communes, est catégorisée dans les aires de 50 000 à moins de 200 000 habitants,.

### Occupation des sols
L'occupation des sols de la commune, telle qu'elle ressort de la base de données européenne d’occupation biophysique des sols Corine Land Cover (CLC), est marquée par l'importance des forêts et milieux semi-naturels (57,4 % en 2018), une proportion identique à celle de 1990 (57,4 %). La répartition détaillée en 2018 est la suivante : 
forêts (57,4 %), zones agricoles hétérogènes (21,6 %), prairies (21,1 %). L'évolution de l’occupation des sols de la commune et de ses infrastructures peut être observée sur les différentes représentations cartographiques du territoire : la carte de Cassini (XVIIIe siècle), la carte d'état-major (1820-1866) et les cartes ou photos aériennes de l'IGN pour la période actuelle (1950 à aujourd'hui).

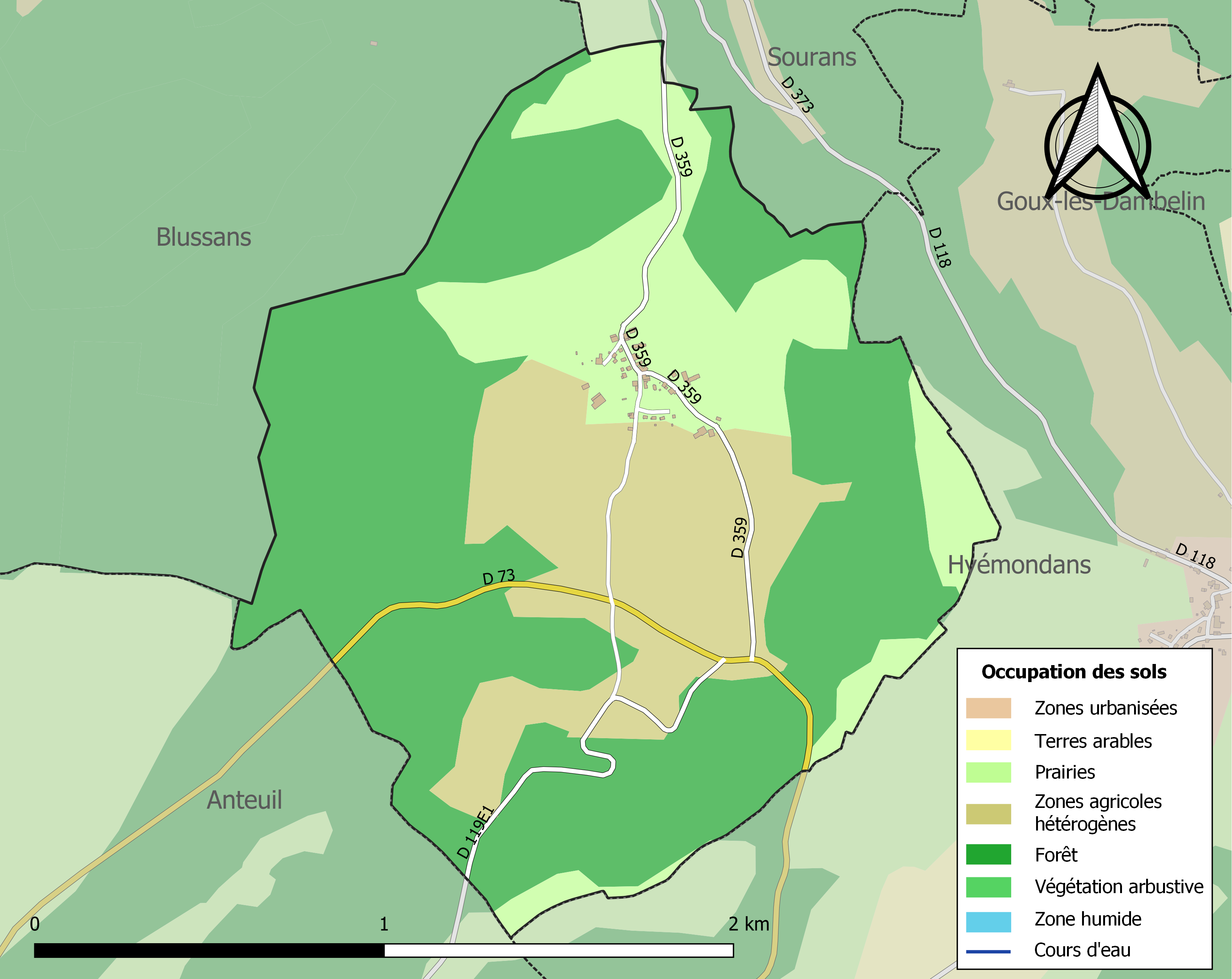
Carte des infrastructures et de l'occupation des sols de la commune en 2018 (CLC).

## Toponymie
Le nom de la localité est attesté sous les formes Lanthenans en 1108; Lantenens en 1139,, Lantenas, Lantenens en 1147 ; Lantenans en 1150 ; Lantenanz en 1294
Il s'agit d'un toponyme en -ing-os, suffixe de parenté et de propriété d'origine germanique (cf. allemand -ing-en) qui a donné les terminaisons -ans dans le Doubs, la Haute-Saône et le Territoire de Belfort, précédé d'un nom de personne germanique Landwin ou Lantwin selon Albert Dauzat et Charles Rostaing.

## Histoire
La localité doit son existence au prieuré mentionné dès 1108, date à laquelle le pape Pascal II en confirma la possession aux religieux de Saint-Paul à qui Hugues-le-Blanc, chanoine de l'église métropolitaine de Besançon, l'avait confié. À l'origine il y avait un couvent, fondé par Bonfils, chanoine de Saint-Paul et bâti sur un site défriché par des religieux dès le IXe siècle. Auprès de celui-ci quelques habitations y ont été construites et leurs habitants ont participé au défrichement des proches vallons où vont s'élever les villages de Sourans et d'Hyémondans.
Au XIIe siècle, le prieuré était très important comme le montrent ses possessions d'une dizaine d'églises des environs (Dannemarie, Maîche, Pompierre, Grand-Fontaine, Fessevillers, Chatenois, Belmont, Trestondans, Sainte-Marie et Sainte-Ursin de Grandvillars, Saint-Julien, chapelle de Cornol) en plus des dîmes de plusieurs paroisses (Lanthenans, Trémoins, Abbévillers) et une grande quantité de terres (Glainans, Hyémondans, Manbouhans, Sourans, Mancenans, Dambelin, Goux, Blussans, Saint-Maurice, Colombier-Supérieur, Vernoy, Anteuil, Saint-Georges, Tochenens, Aggenens, Branne, Fays, Belmont-les-Belfort) ; il était d'ailleurs placé sous le gardiennage des seigneurs de Neuchâtel-Bourgogne depuis 1294 quand Otton, comte de Bourgogne le remit à Thiébaud IV de Neuchâtel-Bourgogne ainsi que l'abbaye de Lieu-Croissant. Cette importance lui valut d'être souvent revendiqué par les comtes de Montbéliard si bien que plusieurs papes durent le prendre sous leur protection. Mais malgré cela le prieuré perdit une grande partie de ses richesses à la fin de XIVe siècle lors des guerres que se livrèrent les seigneurs de Franche-Comté. Dans le courant du XVIIe siècle, lors de la guerre de trente ans, le prieuré fut pillé et incendié et ne se releva qu'en partie. Le 3 janvier 1792 il fut mis en vente comme bien national pour 9800 francs de l'époque à M. Bulliard. Il n'en restait plus qu'une des deux ailes qui le composait, ainsi que l'église. En 1824 la commune racheta le tout pour 4500 francs.

### Liste des prieurs de Lanthenans[20]
- Jean en 1162
- Aimon en 1170
- Jean de Roches en 1315
- Jean de Naisey en 1321
- Hugues de Châtillon en 1372
- Henri de Sauvigney en 1360
- Gui de Cicon en 1320 (wikipédia famille de Cicon : ** Hugues, prieur à Lanthenans, élu abbé de Saint-Paul de Besançon en 1379)
- Hugues de Montmartin en 1376
- Pierre de Blamont en 1400
- Jean de Blamont en 1420
- Jean Armenier en 1439
- Otte Armenier en 1443
- Guillaume Armenier en 1488
- Quentin Armenier en 1503
- Jean de la Palud en 1507
- Louis Colin en 1598
- Hyérome Boutechoux en 1608
- Guillaume Boutechoux en 1678
- Guillaume-Eléonore Boutechoux en 1790, chanoine de Besançon

## Héraldique
| Blason de Lanthenans | Blason  | D'azur à la nef d'or, habillée d'argent.         |
| Blason de Lanthenans | Détails | Le statut officiel du blason reste à déterminer. |

## Politique et administration

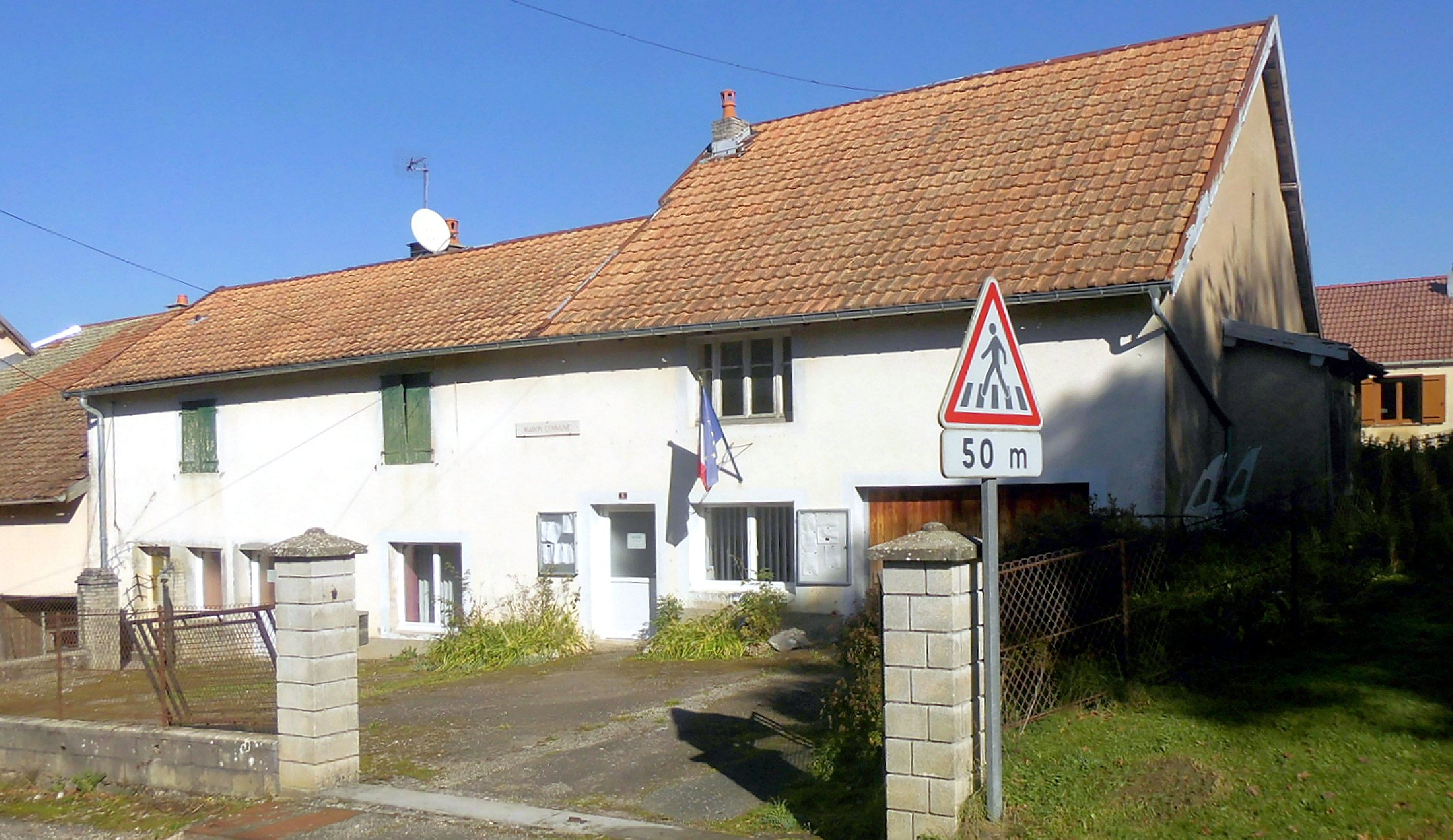
La maison commune

| Période                                  | Période  | Identité            | Étiquette | Qualité              |
| ---------------------------------------- | -------- | ------------------- | --------- | -------------------- |
| mars 2002                                | mai 2020 | Albert Felez        | DVD       | Agriculteur retraité |
| mai 2020                                 | En cours | Jeanne-Antide Felez |           | Agricultrice         |
| Les données manquantes sont à compléter. |          |                     |           |                      |

## Démographie
L'évolution du nombre d'habitants est connue à travers les recensements de la population effectués dans la commune depuis 1793. Pour les communes de moins de 10 000 habitants, une enquête de recensement portant sur toute la population est réalisée tous les cinq ans, les populations de référence des années intermédiaires étant quant à elles estimées par interpolation ou extrapolation. Pour la commune, le premier recensement exhaustif entrant dans le cadre du nouveau dispositif a été réalisé en 2004.

En 2022, la commune comptait 70 habitants, en évolution de +4,48 % par rapport à 2016 (Doubs : +1,88 %, France hors Mayotte : +2,11 %).
| 1793 | 1800 | 1806 | 1821 | 1831 | 1836 | 1841 | 1846 | 1851 |
| ---- | ---- | ---- | ---- | ---- | ---- | ---- | ---- | ---- |
| 150  | 116  | 162  | 188  | 195  | 196  | 197  | 174  | 153  |

| 1856 | 1861 | 1866 | 1872 | 1876 | 1881 | 1886 | 1891 | 1896 |
| ---- | ---- | ---- | ---- | ---- | ---- | ---- | ---- | ---- |
| 165  | 133  | 153  | 131  | 122  | 103  | 107  | 103  | 116  |

| 1901 | 1906 | 1911 | 1921 | 1926 | 1931 | 1936 | 1946 | 1954 |
| ---- | ---- | ---- | ---- | ---- | ---- | ---- | ---- | ---- |
| 112  | 97   | 90   | 91   | 85   | 54   | 59   | 58   | 64   |

| 1962 | 1968 | 1975 | 1982 | 1990 | 1999 | 2004 | 2006 | 2009 |
| ---- | ---- | ---- | ---- | ---- | ---- | ---- | ---- | ---- |
| 69   | 58   | 79   | 66   | 60   | 65   | 66   | 66   | 61   |

| 2014 | 2019 | 2022 | - | - | - | - | - | - |
| ---- | ---- | ---- | - | - | - | - | - | - |
| 68   | 70   | 70   | - | - | - | - | - | - |

## Lieux et monuments
- L'église Saint-Germain qui date de 1750[27].
- L'ancien prieuré de Lanthenans dont il ne reste qu'une aile, les écuries et le cloître.

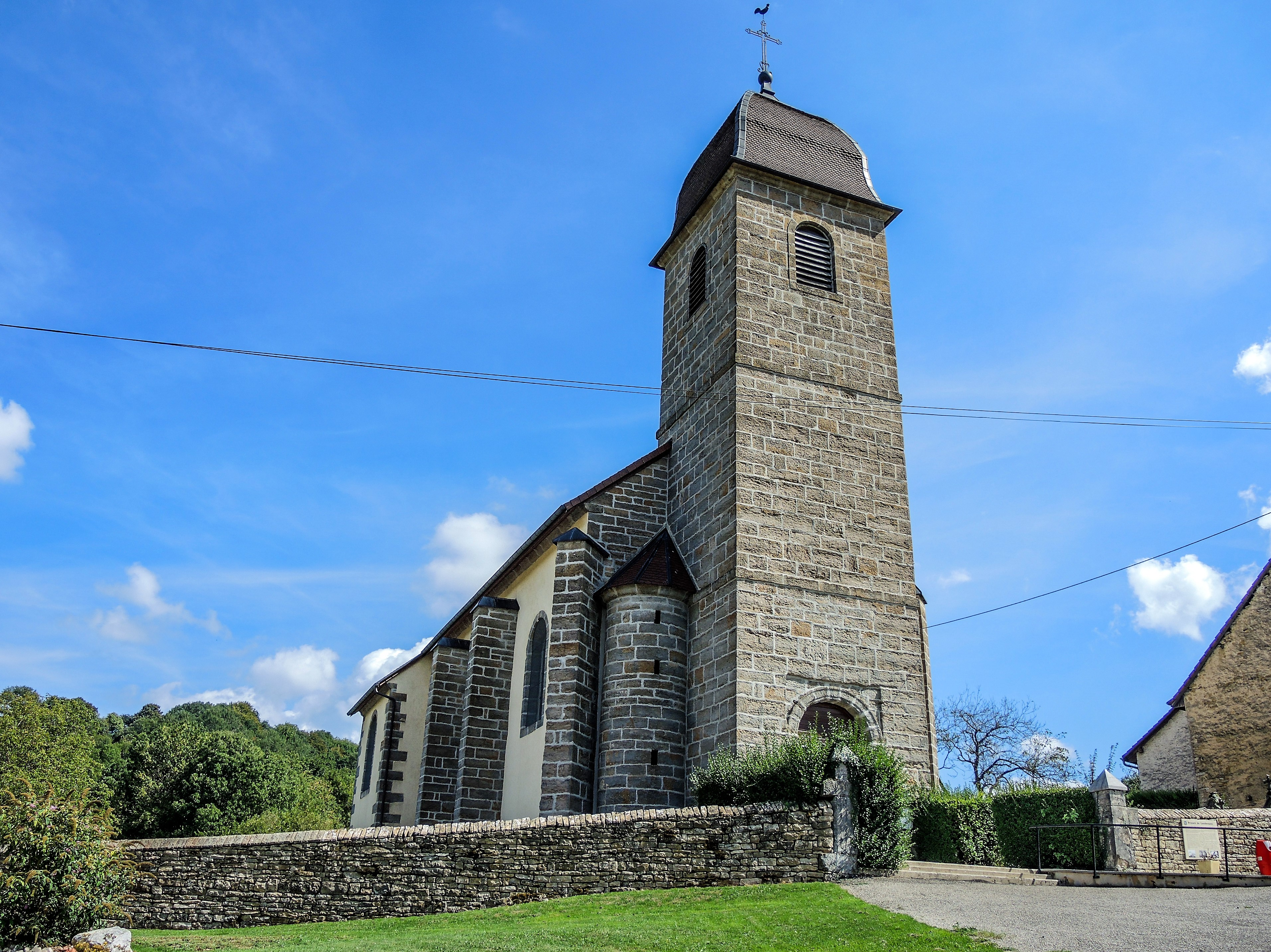
L'église Saint-Germain.
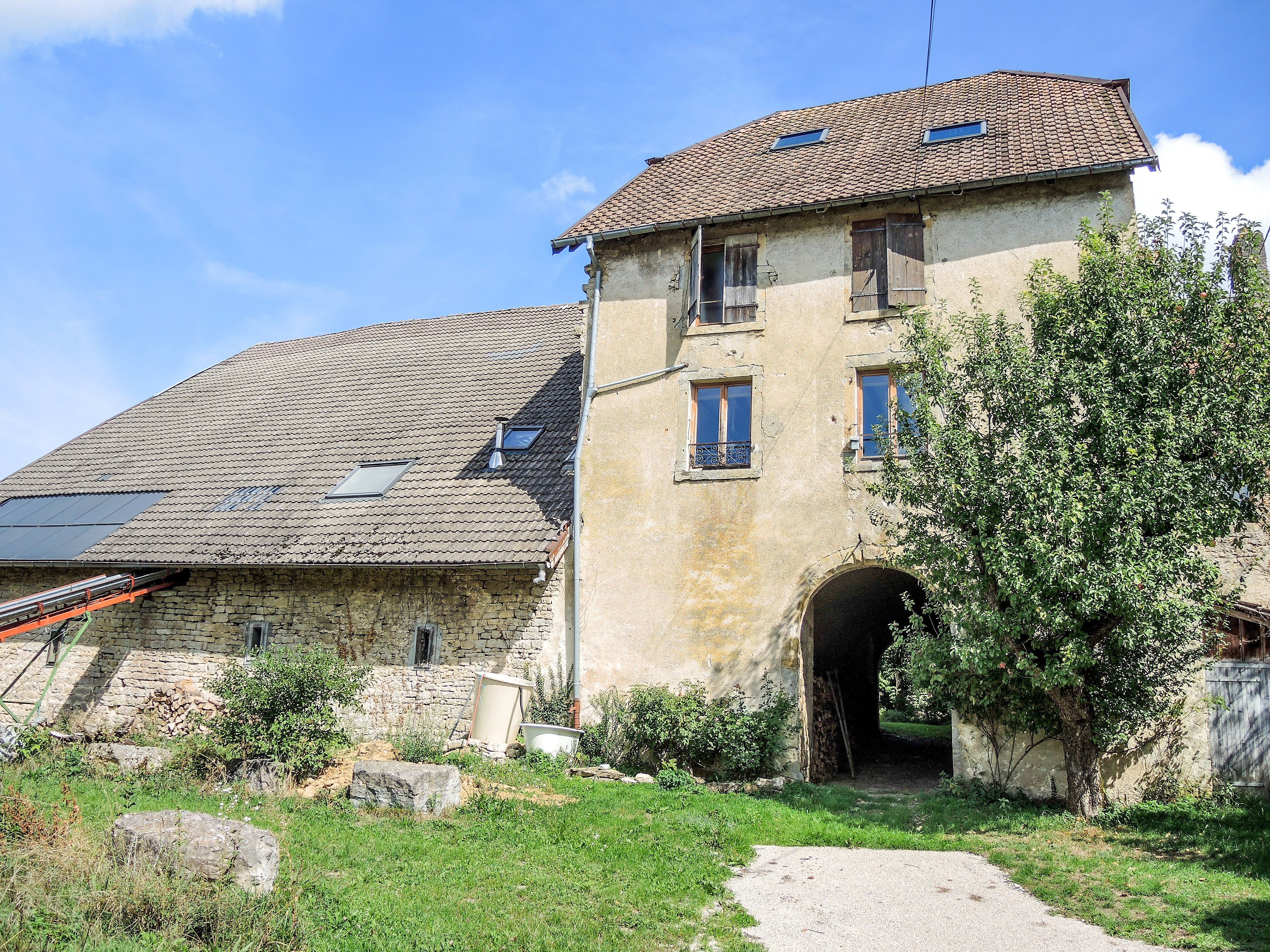
Porche d'entrée et façade ouest de l'ancien prieuré.